# André Villeboeuf
André Villeboeuf est un illustrateur, peintre, aquarelliste, graveur, écrivain et décorateur de théâtre français, né à Paris le 2 avril 1893, mort à Paradas (Espagne) le 23 mai 1956.
Membre de la Société des peintres-graveurs français, il appartenait à l'École de Paris, tout en ayant son nom également associé à l'École de Crozant,.

## Biographie
André Villeboeuf est né le 2 avril 1893 à Paris dans le 1er arrondissement, au domicile de ses parents, Paul Villeboeuf (né en 1856), avoué à la cour d'appel de Paris et Aurore Louise Aglaé Pauton (née en 1870), sans profession, domiciliés 214, rue de Rivoli. Il épouse Suzanne Gaupillat le 5 août 1924 à Paris 16e arrondissement, puis Hélène Sophie Cartage ("Lily") le 12 décembre 1934 à Paris 9e arrondissement.
Issu d'une famille parisienne aisée, André Villeboeuf est initié à l'art par son père, bibliophile averti. Il y avait dans la bibliothèque familiale,, se souviendra-t-il, Les caprices de Goya qu'André Villeboeuf feuilletait inépuisablement, source d'une passion qui lui demeurera pour la peinture espagnole (ses études à venir sur Vélasquez, Murillo, Valdés Leal et Goya) et plus généralement pour l'Espagne,.
André Villeboeuf, dont un portrait de la sœur cadette Louise-Aurore (née en 1898, future peintre et céramiste), encore toute jeune enfant, fut peint par Mary Cassatt, se souvient qu'il accompagnait son père lorsque celui-ci rendait visite à Edgar Degas.
Il est ensuite l'élève de Jean-Paul Laurens à l'École des beaux-arts de Paris et s'installe à Montmartre. Il s'attache cependant bien moins à l'enseignement du maître académique qu'à la grande amitié qui se noue alors avec Léon Detroy. Ce dernier est passé lui aussi par l'enseignement de Laurens avant de le récuser totalement pour lui préférer les leçons directes de la nature. Léon Detroy (1857-1955), sans enfant, fera d'André Villeboeuf son légataire universel. Mais, mort prématurément en 1956, André Villeboeuf n'aura pas le temps de s'occuper de la succession de son maître et son œuvre (3 000 réalisations) sera dispersée.
André Villeboeuf est évoqué par Émile Brami comme ayant fait partie d'un cercle d'amis montmartrois, « tous habitant à quelques centaines de mètres les uns des autres » et aimant se retrouver chez Gen Paul, avenue Junot, pour deviser. Outre André Villeboeuf et Gen Paul, il y avait Louis-Ferdinand Céline, René Fauchois, le peintre et graveur Jean-Gabriel Daragnès, Marcel Aymé, le comédien Robert Le Vigan, le danseur Serge Perrault,. André Villeboeuf a dès lors surtout peint Paris (Le Sacré-Cœur vu du balcon de l'artiste), la Bretagne (Pardon de Pleyben), le département de la Creuse (où il retrouvait Léon Detroy qui y possédait « une baraque-atelier » d'où l'un et l'autre partaient peindre les villages, de Fresselines à Gargilesse-Dampierre,), Saint-Tropez (en 1925, André Villeboeuf et ses deux amis aquarellistes, dessinateurs et graveurs André Dunoyer de Segonzac et Luc-Albert Moreau y rachètent ensemble la maison de Charles Camoin et la rebaptisent « Le Maquis ») et l'Espagne, notamment l'Andalousie (Procession des pénitents à Séville, nombreuses aquarelles sur le thème de la corrida, lithographie Danse gitane). Son œuvre témoigne également de voyages en Belgique (La fête des Gilles au Carnaval de Binche), Hollande (Le Marché aux fromages à Alkmaar), Italie (Le Grand Canal à Venise), Grèce, Turquie (Village au bord de la Mer Noire), Roumanie, Portugal et Guinée (Cases dans le village de Samballo).
Côtoyant André Derain, travaillant l'estampe avec Édouard Vuillard, le montmartrois Villeboeuf s'est situé au cœur du monde des artistes de son temps.
En 1939, dans l'hebdomadaire Gringoire, André Villeboeuf rédige une notice très critique quant à l'œuvre de Picasso Deux femmes courant sur la plage - La course et, dans ce même journal, rédige des chroniques de soutien au régime portugais d'António de Oliveira Salazar,. Journaliste, il écrit également dans le journal satirique Le Crapouillot et dans la revue populaire Les Annales politiques et littéraires.
On lit chez Christophe Rameix : « André Villeboeuf mena sa carrière à cent à l'heure, voulant tout voir, tout connaître, tout comprendre[…] Un touche-à-tout du monde des arts ». Jusqu'à sa disparition en 1956, André Dunoyer de Segonzac lui est resté fidèle en amitié, prédisant : « Son talent si vivant et spontané supportera l'épreuve du temps et le classera parmi les peintres de vraie qualité ». James Ensor a pour sa part écrit un éloge du métier de graveur d'André Villeboeuf. Raoul Dufy témoigne enfin : « Dans les aquarelles d'André Villeboeuf, je retrouve la même veine, le même bonheur qui le caractérisent, autant comme peintre que comme écrivain, lorsqu'avec sa plume il parle des hommes et des choses. Les mêmes dons aussi qui situent l'homme: sens critique, finesse d'observation et amour communicatif de la vie ».

## Expositions
- Salon des indépendants, Paris, 1921, 1924[23].
- Galerie Devambez, Paris, 1922[2].
- André Villeboeuf, Galerie de l'Élysée, Paris, janvier 1937[24].
- Exposition universelle, Paris, mai-novembre 1937[25].
- Galerie Druet, Paris, juin 1938[26].
- Les aquarelles d'André Villeboeuf, Galerie Charpentier, Paris, 1950[27], décembre 1951.
- Ecole de Paris, Galerie Charpentier, Paris, 1956.
- Exposition d'art taurin présentée par la Pena de Bernui, Société des artistes méridionaux, Palais des arts de Toulouse, mai-juin 1956[28].
- Salon des Tuileries, Paris, dates non communiquées.
- Galerie Marcel Guiot, Paris, dates non communiquées.
- Galerie Georges Wildenstein, Paris, dates non communiquées.
- Galerie de l'Élysée (Alex Glass), Paris, dates non communiquées (vraisemblablement 1955 ou 1956).
- Claude Robert, commissaire-priseur, vente de l'atelier André Villeboeuf, Hôtel Drouot, Paris, 17 mai 1982[29].

## Réception critique
- « L'art de Villeboeuf, sous la truculence de la matière, dissimule des qualités de finesse et de sensibilité. On devine chez le peintre une passion sincère de la nature champêtre, des vêtements divers que lui imposent les saisons. Chez ce Parisien existe une hérédité paysanne, l'amour de la terre, des arbres ; et cet amour, il l'exprime avec une grande spontanéité qui rend son art très attachant. » - François Fosca[30]
- « La peinture claire et vive de Villeboeuf sait conter avec fraîcheur tous les paysages, qu'ils soient d'Espagne, de Roumanie ou de Venise. Ce sont, prises avec un plaisir évident, notations agréables de coutumes, de mœurs, de contrées, d'horizons, de pittoresque. » - Michel Florisoone[24]
- « Aucune recherche d'imitation chez lui, aucun maître attitré. Des ententes d'art et d'affection, avec Dunoyer de Segonzac et Derain notamment. Les aquarelles d'Espagne, sa seconde patrie, la tauromachie andalouse, la feria du bétail sévillane, restituent un climat qui est moins celui de l'Espagne en soi que celui de Villeboeuf regardant l'Espagne. Cette luminosité restait si forte, si dominante en lui qu'il l'a transporté dans son Carnaval belge. Par un inexplicable destin, son séjour breton fut encore de plein feu, torride sans l'ombre d'un nuage ni l'espoir d'une tempête. D'où ces excellentes toiles et leur clarté qui s'apparentent à celle de Max Jacob. » - Pierre Brisson[27]
- « Pintor, litografo, escritor lleno de espontaneidad y de gracia, ilustrador de sus proprios libros, André Villeboeuf no fue solamente un artista de gran talento, un espiritu ingenioso, un alma entusiasta y un ejemplo de caballerosidad. Fue también, entre los franceses de su generacion, uno de los qque mejor conocieron y mas amaron a España, y cuenta entre los mejores interpretes franceses de sus paisajes y de sus costumbres. » - Temas españoles en las letras y el arte francés de hoy[31]
- « Si son œuvre est très diverse dans ses moyens d'expression - la peinture, les livres, le dessin, l'aquarelle, la gravure -, elle demeure très homogène et personnelle dans la conception - spontanéité, vie intense, fantaisie teintée d'un peu d'ironie - et dans ses moyens d'expression : peinture d'une technique très personnelle, sans aucune concession ni emprunt aux formules esthétiques du moment. Dessin d'un graphisme cursif, incisif et très expressif. Avec l'âge, son amour de l'Espahne grandit - il y faisait de fréquents et longs séjours. Il dessinait à Madrid et en Andalousie. Ses aquarelles exécutées à Séville durant la semaine saintesont remarquablement évocatrices et émouvantes. Il avait un don exceptionnel qui lui permettait d'exprimer le caractère et la grandeur de la vie espagnole. » - André Dunoyer de Segonzac[9]
- « Aucun procédé dans cet art : une prise directe sur le réel, sans souci des écoles ou des modes, un grand amour de la vie, des hommes et des choses. La haute silhouette de Villeboeuf hantait la cour et la ville. Rien, en Europe, ne lui était étranger, la vigueur de sa plume n'avait d'égale que son ardeur à vivre. Fidèle à ses amis, de Pierre Brisson à Dunoyer de Segonzac, de Derain à Dufy, Villeboeuf a traversé ce siècle comme un éclair. On peut se demander où et comment il a trouvé le temps de produire tout ce qu'il a laissé : sous une apparente facilité, se cachait une farouche volonté. » - Françoise de Perthuis[32]

## Collections publiques
- Paris, Département des estampes et de la photographie de la Bibliothèque nationale de France.
- Paris, Palais de la découverte : fresques murales[33].
- Musée d'art moderne de la ville de Paris.
- Paris, Fonds national d'art contemporain.
- Musée d'art moderne de Troyes.
- Musée d'archéologie et d'Histoire Locale de Denain

## Collections privées notables
- Pierre et Denise Lévy, Bréviandes[34].
- Princesse Marthe Bibesco.
- Marguerite Caetani, Princesse de Bassiano.
- Marc Desaché.
- Gérald Schurr.

## Publications et correspondance

### Illustrations
- Histoire de France, texte et dessins d'André Villeboeuf, Éditions Baudinière, 1928.
- Austerlitz, texte et dessins d'André Villeboeuf, Les Annales politiques et littéraires no 2309 du 1er mai 1928.
- Taureaux et méridionaux de René Benjamin, Éditions du Capitole, 1930.
- Lettres de mon moulin suivies de Lettres à un absent d'Alphonse Daudet, 11 illustrations hors-texte d'André Villebeuf, Librairie de France / Édition Ne varietur, 1930.
- Contes du lundi d'Alphonse Daudet, illustrations d'André Villeboeuf et Hervé Baille, Librairie de France / Édition Ne varietur, 1930.
- Papahouette, texte et eaux-fortes d'André Villeboeuf, papier hollande van Gelder, fabriqué en collaboration avec André Dunoyer de Segonzac et filigrané aux initiales A.D.S. de ce dernier, Librairie de France, 1931.
- Messieurs les ronds-de-cuir de Georges Courteline, Librairie de France, 1931.
- Les gaîtés de l'escadron de Georges Courteline, Librairie de France, 1931.
- Le quatorze juillet d'Henri Béraud, 47 eaux-fortes d'André Villeboeuf, imprimé dans l'atelier Jean-Gabriel Daragnès, Montmartre pour les Éditions de Lyon XXX, 1933.
- Lubies, suite de 16 eaux-fortes surréalistes, chemise demi-vélin ivoire sous étui bleu, Éditions "Aux dépens des cinq-vingt", Paris, 1934.
- Cuisine de Jean Laroche, collaboration d'André Villeboeuf avec André Dunoyer de Segonzac et Edouard Vuillard (chacun des trois artistes ayant réalisé six lithographies originales), Éditions Arts et Métiers graphiques, Paris, 1935.
- Contes fantastiques de Léon-Paul Fargue, gravures sur cuivre d'André Villeboeuf, papier vélin de Rives, Éditions de la Galerie Charpentier, 1944.
- Les Pléiades du Comte de Gobineau (2 volumes), lithographie originale d'André Villeboeuf, Imprimerie nationale et André Sauret, 1953.

### Textes
- La prise de la Bastille, Éditions le Crapouillot, 1924.
- Bravo Toro!, Éditions Baudinière, 1929.
- Goya, in Annales politiques et littéraires, 1er avril 1929.
- Vélasquez, in Annales politiques et littéraires, no 2352, 15 février 1930.
- Valdes Leal, in Annales politiques et littéraires, no 2367, 1er octobre 1930.
- Murillo, in Annales politiques et littéraires, 15 mars 1931.
- C'était le bon temps, Éditions Baudinière, 1931.
- Le baron Trip, Éditions Baudinière, 1931.
- Baizu à Paris, Éditions Baudinière, 1932.
- « Caricatures françaises et étrangères d'autrefois et d'aujourd'hui », in Caricatures no 31, 15 septembre 1932.
- Novembre, Éditions XXX, 1935.
- Le coq d'argent - Voyage au Portugal, Les Éditions de France, 1939.
- En collaboration avec André Dunoyer de Segonzac, Luc-Albert Moreau et Valdo Barbey, Boussingault par ses amis, Éditions la Colombe, Paris, 1944.
- Ouvrage collectif, participation d'André Villeboeuf, L'art du ballet des origines à nos jours par vingt écrivains et critiques de la danse, Éditions du Tambourinaire, 1952.
- Sérénades sans guitare, Plon, 1956.
- Goya and guitars, Elek Books, Londres, 1958.
- Raoul Dufy, in Le Figaro littéraire, 16 mai 1959.
- Le 14 juillet inconnu, in Le Crapouillot, no 67, juillet 1965.

### Correspondance
Les lettres en forme de livrets adressées par André Villeboeuf à ses proches sont aujourd'hui des pièces de collections, tant elles sont classables dans son œuvre peint, à l'instar de celles qu'il écrivit à Henri Béraud, d'autres encore, autour de 1935, à son ami Jean Laroche. Son art, ou sa malice, consista à truffer ses lettres - où une amusante écriture phonétique n'était pas rare - de jeux de mots et de métaphores dont, leur ôtant tout sens figuré pour les ramener à un sens imagé, il se servit pour ornementer abondamment ses écrits épistolaires de dessins aquarellés qui eussent diverti les surréalistes.